# Grodzisk Wielkopolski
Grodzisk Wielkopolski là một thị trấn thuộc huyện Grodziski, tỉnh Wielkopolskie ở trung-tây Ba Lan. Thị trấn có diện tích 18 km². Đến ngày 1 tháng 1 năm 2011, dân số của thị trấn là 13999 người và mật độ 769 người/km².